# Mwambutsa IV
Mwambutsa IV Bangiricenge (13 mars 1911 - 26 avril 1977), fils de Mutaga IV Mbikije et de la princesse Ngenzahago, est l'avant-dernier roi de la dynastie Ganwa qui a régné sur le Burundi pendant plus de trois siècles.

## Début du règne
Le prince Bangiricenge a trois ans lorsqu'il accède au trône, à la mort de son père. On raconte que le résident allemand, le major von Steinkeller est présent à son intronisation. Le Burundi est alors un protectorat allemand, avant de passer sous celui de la Belgique après la Première Guerre mondiale. Le prince Bangiricenge est intronisé à Muramvya le 16 décembre 1915, sous le nom de règne de Mwambutsa IV Bangiricenge. Néanmoins, ce n'est qu'en 1931, alors âgé de 19 ans, qu'il est investi des pleins pouvoirs.

## Indépendance
Tout au long de son règne, Mwambutsa IV va tenter de s’émanciper de la tutelle colonisatrice des Belges, qui occupent le pays depuis 1916. Les Belges lui imposent à l’aube de l’indépendance de créer un parlement et d’organiser des élections multiethniques en 1961. Conscient de l'évolution de la société burundaise et de ses divisions intérieures, Mwambutsa manœuvre habilement en se proclamant au-dessus des partis. Il devient alors le premier chef d'État du Burundi indépendant. Malheureusement, les divisions entre les différentes composantes du Burundi sont telles que le pays sombre dans une période d'instabilité, avec des assassinats politiques, des massacres et des coups d'État successifs.

## Famille
Mwambutsa IV épouse Thérèse Kanyonga en 1932. La reine Kanyonga est une descendante directe du mwami Mutaga III (roi du Burundi de 1739 à 1767). Ils ont trois enfants, dont l'aîné porte le prédicat d'altesse royale et les puînés celui d'altesse : 
1. le prince Louis Rwagasore (1932-1961), prince héritier (1932-1961) puis Premier ministre (1961) ;
2. la princesse Rosa Paula Iribagiza Mwambutsa (née en 1934) ;
3. la princesse Regina Kanyange Mwambutsa (1936-1987).

En 1944, le roi Mwambutsa divorce de la reine Kanyonga et épouse la reine Baramparaye. L'année suivante, la reine Baramparaye donne naissance à un fils portant le prédicat honorifique d'altesse royale : 
1. le prince Charles Ndizeye Mwambutsa (1947-1972), prince héritier (1961-1966) puis roi Ntare V (1966)

Le règne et la vie de Mwambutsa sont émaillés d'une série de tragédies familiales. 
L'unique frère de Mwambutsa est le prince Ignace Kamatari qui est mort dans un étrange accident de voiture en 1964 à Bujumbura.
Le fils de Mwambutsa IV, le prince Louis Rwagasore, est assassiné en 1961 à cause de son combat pour l’indépendance du pays, indépendance qui est proclamée en 1962. En juillet 1966, Mwambutsa est destitué par son deuxième fils, Charles (Ntare V), âgé de 19 ans, lui-même déposé quelques mois plus tard lors du coup d'État qui mène à l'instauration de la république. Ntare V est lui aussi assassiné par le pouvoir de Michel Micombero et jeté dans une fosse commune, le 29 avril 1972, quelques heures avant la terrible crise qui ravage le pays en 1972.
Mwambutsa IV s'exile en Suisse où il vit, à l'écart de la vie politique agitée de son pays, jusqu'à sa mort en 1977. Il est inhumé à Meyrin, dans la périphérie de Genève.

## Exhumation
En avril 2012, le gouvernement burundais sollicite des autorités suisses le retour de la dépouille du roi, dans le cadre des festivités du cinquantenaire de l'indépendance du pays, dans une démarche de réconciliation nationale. Des membres de la famille de Mwambutsa IV, notamment sa nièce, la princesse Esther Kamatari, s'opposent à ce transfert de la dépouille, en invoquant le respect de la mémoire du roi, qui s'est opposé dans son testament à ce que sa dépouille repose au Burundi,.
La fille de Mwambutsa IV, la princesse Rosa Paula Iribagiza Mwambutsa, qui est membre du parti du président Pierre Nkurunziza, est, quant à elle, favorable au transfert de la dépouille de son père, en argumentant que « le testament du roi est de loin inférieur à l’intérêt du pays ». Toutefois, elle a été exhérédée, ainsi que sa sœur, la princesse Regina, dans le testament du roi.
Dans une ordonnance rendue le 8 août 2012, le tribunal civil du Canton de Genève indique que la volonté du roi prime sur celle de ses proches et qu'en conséquence, sa dépouille ne pouvait, en l'état, être rapatriée au Burundi.
En novembre 2016, la justice suisse confirme la ré-inhumation de Mwambutsa IV dans le cimetière de Meyrin. La cérémonie a lieu le 30 juin 2017 en présence de sa nièce, la princesse Esther Kamatari.